# 김기표 (1972년)
김기표(金起杓, 1972년 12월 7일~)는 대한민국의 법조인, 정치인이다. 제22대 국회의원이다.
검사시절 대검찰청 검찰연구관, 서울중앙지검 특수부 검사직을 거쳤으며 이후 변호사로 활동했다. 2021년 3월, 문재인 정부의 청와대 반부패비서관으로 임명되었다. 하지만 임명 이후 부동산과 관련한 논란으로 인해 임명 3개월만인 2021년 6월, 반부패비서관직에서 사직했다.
제22대 국회의원 선거를 앞두고 부천시 을 선거구에 출마를 선언했으며 더불어민주당 경선에서 승리를 하면서 공천을 받았다. 본 선거에서 55.90%의 득표율을 기록하면서 당선되었다.

## 학력
- 부천북국민학교 졸업
- 부천동중학교 졸업
- 부천고등학교 졸업
- 서울대학교 법과대학 법학 학사

## 경력
- 제40회 사법시험 합격
- 제30기 사법연수원 수료
- 특수전사령부 검찰관·군판사
- 서울동부지방검찰청 검사
- 대검찰청 검찰연구관
- 광주지방검찰청 순천지청 검사
- 서울중앙지방검찰청 특수1부 수석검사
- 경기 부천시청 고문변호사
- 경기 화성시청 고문변호사
- 서울특별시의회 고문변호사
- 대통령비서실 반부패비서관 (문재인 정부)
- 부천동중학교 총동문회 회장
- 더민주전국혁신회의 상임운영위원
- 민주연구원 이사
- 2024년 4월 10일: 대한민국 제22대 국회의원 선거 당선(경기 부천시 을, 더불어민주당, 초선)
- 2024년 5월~: 더불어민주당 경기도당 부천시 을 지역위원회 위원장
- 2024년 11월~: 더불어민주당 이재명 대표 사회특보단 법률특보
- 2025년 3월~: 더불어민주당 경기도당 기본사회위원회 수석부위원장
- 2025년 6월~: 더불어민주당 원내부대표
- 2025년 6월~: 더민주전국혁신회의 상임공동대표
- 2025년 8월~: 더불어민주당 사법개혁특별위원회 위원

### 의정 활동
- 2024년 5월 30일~: 제22대 국회의원(경기 부천시 을, 더불어민주당, 초선)
  - 2024년 6월~2024년 12월: 제22대 국회 전반기 국토교통위원회 위원
  - 2024년 7월~2024년 8월: 제22대 국회 대법관(노경필·박영재·이숙연) 임명동의에 관한 인사청문 특별위원회 위원
  - 2024년 12월~2024년 12월: 제22대 국회 헌법재판소 재판관(마은혁·정계선·조한창) 선출에 관한 인사청문 특별위원회 위원
  - 2025년 1월~2025년 6월: 제22대 국회 전반기 법제사법위원회 위원
  - 2025년 6월~2025년 6월: 제22대 국회 전반기 국토교통위원회 위원
  - 2025년 6월~: 제22대 국회 전반기 법제사법위원회 위원

## 역대 선거 결과
| 실시년도 | 선거   | 대수 | 직책     | 선거구         | 정당         | 득표수   | 득표율          | 순위 | 당락 | 비고 |
| -------- | ------ | ---- | -------- | -------------- | ------------ | -------- | --------------- | ---- | ---- | ---- |
| 2024년   | 총선   | 22대 | 국회의원 | 경기 부천시 을 | 더불어민주당 | 82,475표 | \| \| 55.90% \| | 1위  |      | 초선 |
|          | 55.90% |      |          |                |              |          |                 |      |      |      |

## 소속 정당
| 소속 정당 | 소속 정당    | 소속 기간 | 비고      |
| --------- | ------------ | --------- | --------- |
|           | 더불어민주당 | 2023~현재 | 정계 입문 |

## 같이 보기
- 부천시 을
- 부천시의 국회의원
- 부천시 원미구의 국회의원